# Chignautla (kommun i Mexiko)
Chignautla är en kommun i Mexiko.   Den ligger i delstaten Puebla, i den sydöstra delen av landet, 180 km öster om huvudstaden Mexico City.
Följande samhällen finns i Chignautla:
- Chinautla
- Sosa
- Coahuixco
- San Isidro
- Yopi
- Analco
- Tepepan
- Talzintán
- Tequimila
- Crutzitzin
- Tezohuatepec
- Huapaltepec
- Los Parajes
- Tenextepec
- Coatzala
- La Aguardientera
- Calicanto
- Unidad los Cables
- Los Aserraderos
- Ateta
- Encino Rico